# Карачун, Юрий Александрович
Карачу́н Ю́рий Алекса́ндрович (27 декабря 1931, Минск — 11 июня 1997, Минск) — белорусский и советский художник-график и искусствовед. Заслуженный деятель искусств Республики Беларусь (1992), директор Национального художественного музея Республики Беларусь в 1977—1997 годах.

## Биография
В раннем детстве вместе с репрессированным отцом провёл 5 лет в ссылке в Минусинске Красноярского края. Во время Великой Отечественной войны был с семьёй в эвакуации в Павлодаре Казахской ССР. В Минск вернулся в 1947, где сразу поступил в Минское художественное училище имени Глебова А. К., где учился у таких известных преподавателей, как Изергина Г. М. и Цвирко В. К.. Училище окончил в 1952, после чего стал преподавателем рисования и черчения в минской средней школе № 27. В 1957 Юрий Карачун поступил на вечернее отделение Московского полиграфического института, который с успехом окончил в 1965. Дипломную работу под названием "Художественное оформление книги стихов Петруся Бровки «А дни идут…» защитил под руководством преподавателей Житенёва В. С. и Гончарова А. Д. Специальность — художник-график.
Работал в станковой и книжной графике, полиграфическом дизайне. Участник художественных выставок с 1966 года. В 1964—1969 годах был главным художником издательства «Урожай», в 1972—77 годах был редактором художественно-экспертной комиссии по изобразительному искусству, заведующим редакцией Госкомитета по печати БССР, заведующим отделом рекламы и промграфики Торгово-промышленной палаты БССР, начальником отдела в Министерстве культуры БССР. Одновременно с работой в области промышленной графики занимался художественным оформлением книг, что неоднократно принесло ему признание — медали и дипломы всесоюзных и республиканских конкурсов.
С 1988 года состоял членом Белорусского союза художников. В 1977 году стал преемником Е. В. Аладовой на посту директора Национального художественного музея Республики Беларусь, которым был на протяжении 20 лет, до конца жизни.
Планомерно расширял площадь музея за счёт постройки второго корпуса и присоединения к музею здания по улице Кирова, 25 в Минске, где разместился лекторий, отделы и службы музея. В 1989 открыл при музее реставрационные мастерские с большим штатом реставраторов — специалистов в различных областях, в 1994 году создал при музее архив.
За 20 лет службы собрал значительную коллекцию современного белорусского искусства, превратил музей в крупный музейный комплекс с филиалами по всей Белоруссии: районная картинная галерея в Гуринах под Мозырем (1978), Музей народного искусства в Раубичах (1979), Музей Бялыницкого-Бирули в Могилёве (1982), Архитектурный комплекс XVI—XVIII веков в Гольшанах (1989), Дворцово-парковый комплекс XV—XX веков в Мире (1992). Будучи председателем белорусского отдела международной ассоциации музеев ICOM, он сделал многое для охраны памятников белорусской старины. Организовал планомерную реставрацию Мирского замка, сам работал над экспозицией замка, и всё сделал для обретения им статуса филиала музея.
Написал монографию «Евгений Зайцев», являлся составителем альбомов «Музей В. К. Бялыницкого-Бирули», «Янка Купала в творчестве художников», «Якуб Колас в творчестве художников», а также, автором вступительных статей к музейным альбомам и каталогам, научным консультантом «Энциклопедии литературы и искусства Беларуси».
Юрий Карачун был членом Белорусского национального комитета Международного совета музеев (ICOM), с 1992 — его председателем; членом Белорусского товарищества дружбы и культурных связей с зарубежными странами (БЕЛОКС); членом правления белорусского отделения Советского фонда культуры.

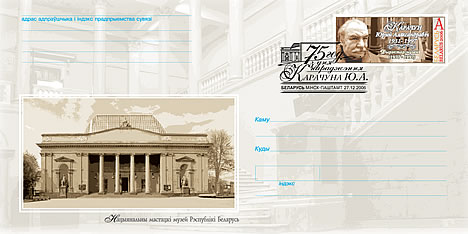
Художественный конверт с маркой «75 лет со дня рождения Ю. А. Карачуна»

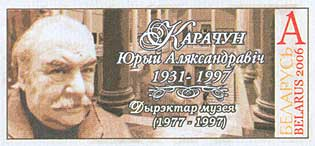
Марка Республики Беларусь «75 лет со дня рождения Ю. А. Карачуна»

## Творчество
Основные работы: рисунки «Сосны», «Крым», «Мисхор», «Гурзуф», «Автопортрет» (1948), «Три натурщика» (1949), «Портрет матери» (1958), «Здесь печатал книги Франциск Скорина» (1978), «За книгами. Миша» (1994), «За рисунком. Автопортрет» (1995); акварели «Ранний снег» (1985), «Одиночество» (1990), «Прага», «Старая сирень».
Является автором—составителем альбомов «Янка Купала в творчестве художников» и «Якуб Колас в творчестве художников» (1982), автором книги о народном художнике БССР Евгении Зайцеве.
Работы Ю. А. Карачуна хранятся в Национальном художественном музее Республики Беларусь, Белорусском музее народной архитектуры и быта, Литературном музее Якуба Коласа.

## Память

### Филателия
27 декабря 2006 года Министерство связи и информатизации Республики Беларусь ввело в почтовое обращение художественный конверт с оригинальной маркой «75 лет со дня рождения Ю. А. Карачуна», подготовленный издатцентром «Марка» РУП «Белпочта». В день выхода конверта в обращение на Минском почтамте было проведено специальное памятное гашение. Художник конверта и спецштемпеля Артем Рыбчинский. Цвет мастики — черный. Тираж 56 тысяч экземпляров.

### Юбилейная выставка в Минске
С 23 декабря 2011 по 15 января 2012 года в Национальном Художественном музее Республики Беларусь прошла юбилейная выставка «К 80-летию со дня рождения заслуженного деятеля искусств Республики Беларусь»,
директора Национального художественного музея Республики Беларусь(1977—1997) Юрия Александровича Карачуна.

## Награды и звания
- Орден Дружбы (1 сентября 1997 года, Россия) — за большой вклад в развитие международного музейного дела[5].
- Заслуженный деятель искусств Республики Беларусь (10 февраля 1992 года) — за большой вклад в развитие национального изобразительного искусства и формирование фонда наследия Беларуси[6].